# Castrum

Egy római castrum idealizált terve. (1) Principia (2) Via Praetoria (3) Via Principalis (4) Porta Principalis Dextra (5) Porta Praetoria (főkapu) (6) Porta Principalis Sinistra (7) Porta Decumana (hátsó kapu)

A castrum latin szó, eredeti jelentése: tábor, később vár értelemben használták. A római korban a katonai tábort jelentette. Mindig ugyanolyan tervrajz szerint készült el, téglalap alaprajzú volt, mindegyik oldalon egy-egy kapuval, a tábort sánc és árok vette körül, a kapuk is védelemre voltak berendezve, gyakran toronnyal ellátva. A szemben lévő kapukat a via principalis és a via praetoria, illetve via decumana utca kötötte össze. A két utca keresztezésénél állt a fővezér sátra, a praetorium és a tábor szentélye, a sacellum, két oldalán a légió tisztjeinek (tribuni, legati) sátrai. A táboron belül az egyes csapatok helye mindig azonos maradt, függetlenül attól, hol vertek tábort. A castrumok megtartották ezt az elrendezést akkor is, amikor a császárkorban állandó táborokat építettek a limes mentén. Ezek neve castra stativa volt.
A kisebb táboroknak, melyeket főleg a kisegítő csapatoknak építettek castellum volt a neve. Ezeknél még kisebb, de kőből épült erődítés volt a burgus, melyből igen sokat építettek a határ vonalában.

## Városok

Porta praetoria, Festett homlokzata Castra Vetoniana (Pfünz), Németország

A castrum tervrajzát mintául felhasználva alapították városaikat a rómaiak. A rómaiak az i. e. 5. századtól az i. sz. 1. századig (köztársaság és a korai császárság kora) építették a legtöbb várost. Az új város szabályos alaprajzú volt. Először kijelöltek két egymásra merőleges főutat (cardus és decumanus); a többi utca pedig ezekkel párhuzamos volt. Négyszögekben szabályos tömbökben építették a házaikat. A két főút kereszteződésében volt a társadalmi és vallási élet központja. A 2 főút végén volt a város 4 főkapuja.
Jelenlegi kutatások (Giulio Magli, a Milánói Műszaki Egyetem) azt bizonyítják, hogy a rómaiak a városok alapítását vallási ünnepekhez kötötték és a városok fekvését a felkelő naphoz igazították. Számított továbbá a madarak repülése és a csillagászati jelek is.

## Magyarországi táborok

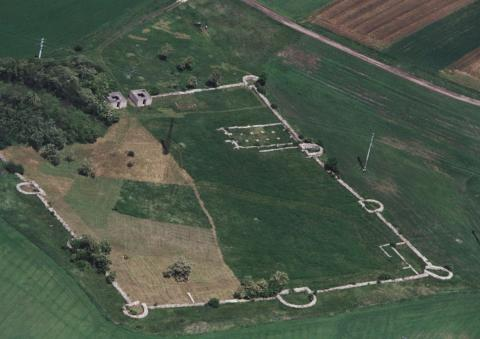
A tokodi castrum maradványainak légifotója

Magyarországon Brigetio és Aquincum rendelkezett állandó, kőből kiépített táborral. A mai Óbuda központjában tárták fel a castrumot, mely az Árpád híd budai hídfőjének közelében állt és végig katonai tábor maradt. Körülvette egy igénytelen épületekből álló városrész az úgynevezett canabae, a katonaváros. A polgárváros a mai Aquincumi Múzeum és Rómaifürdő helyén állt és fallal volt körülvéve. A Duna mentén Dunakeszitől Esztergomig több castellum és burgus épült mégpedig mindkét parton, ismertebbek a visegrádi Sibrik-domb erődítménye, melyet még az Árpád-korban is használtak és Budapesten az Erzsébet híd pesti hídfőjénél feltárt Contra-Aquincum erőd, mely a fontos átkelési pontot védte.
Gorsium helyén eredetileg ideiglenes légiós tábor volt, később a limes erődítményeinek kiépülésével erre már nem volt szükség, ekkor épült a helyén város.
Scarbantia, a mai Sopron elődjeként épült késő római város falai kivételt képeznek, alaprajzuk közel ellipszis alakú, és mindössze két, egymással szemben lévő megerősített kapuval épültek, de személyforgalom számára több kisebb kapuval is rendelkezett. A 2. században létesült római város utcái egymásra merőlegesek, a különlegesen vastag (3 m) és magas (8,5 m) városfal a 4. században épült ki. A városon keresztül vezetett a borostyán út egyik ága.
Ulcisia Castra a mai Szentendre területén, Dunaújváros helyén pedig Intercisa néven létesült castrum.